# Willow Creek (Alaska)
Willow Creek ist ein Ort und ein census-designated place (CDP) in der Copper River Census Area in Alaska in den Vereinigten Staaten. Das U.S. Census Bureau hatte bei der Volkszählung 2020 eine Einwohnerzahl von 190 ermittelt.

## Geographie
Willow Creek befindet sich am rechten, westlichen Flussufer des Copper River. Der etwa 439 m hoch gelegene Ort befindet sich etwa 32 km südsüdöstlich von Glennallen. Das CDP-Gebiet hat eine Längsausdehnung in NNW-SSO-Richtung von etwa 20 km. Nördlich des CDP-Gebietes befindet sich die Mündung des Klutina River, südlich des CDP-Gebietes fließt der Tonsina River. Der namengebende Bach Willow Creek durchfließt das CDP-Gebiet in südlicher Richtung und mündet in den Tonsina River. Der Copper River bildet die CDP-Grenze im Osten. Die Trans-Alaska-Pipeline verläuft entlang der westlichen CDP-Grenze. Der Richardson Highway (Alaska Route 4) durchquert das CDP-Gebiet. Im Süden des CDP-Gebietes befindet sich der 215 ha große See „Willow Lake“.
Das Willow Creek CDP grenzt im Norden an das Copper Center CDP sowie im Süden an das Kenny Lake CDP.

## Geschichte
Willow Creek wird seit dem Zensus 2000 als ein census-designated place geführt.

## Demografie
Zum Zeitpunkt der Volkszählung im Jahre 2020 (U.S. Census 2020) hatte Willow Creek 190 Einwohner auf einer Landfläche von 95,96 km². Von den Einwohnern waren 138 Weiße, 1 afrikanisch-amerikanischer sowie 19 amerikanisch-indianischer Abstammung. Beim Zensus 2000 wurde eine Einwohnerzahl von 201 ermittelt, beim Zensus 2010 war die Zahl 191.